# Stuart Nicholson (Autor)
Stuart Nicholson (* 1948) ist ein britischer Musikjournalist und Autor.

## Leben
Nicholson studierte Musik am Welsh College of Music and Drama. In den 1970er-Jahren leitete er eine Jazzrockband und trat bei BBC, BBC Radio und ITV auf. Seine Adaptation eines traditionellen walisischen Folksongs, den er mit seiner Band einspielte, wurde für über zehn Jahre zur Erkennungsmelodie des Sportstime-Programms von BBC Radio Wales. 1980 beendete er seine Tätigkeit als aktiver Musiker, um sich dem Musikjournalismus zuzuwenden, seit 1991 hauptberuflich.
Im Jahr 1990 erschien Nicholsons erstes Buch, Jazz: The Modern Resurgence über den Jazz der 1980er Jahre Es folgten Biografien über Ella Fitzgerald, Billie Holiday und Duke Ellington; ferner wirkte er mit einem Abschnitt über die Swingära an The Cartoon Music Book (Daniel Goldmark, Yuval Taylor, 2002) und an The Cambridge Companion to Jazz (2003) mit. Er lieferte Beiträge zu The Encyclopaedia of the Harlem Renaissance (2005) und ist Coautor der Anthologie Future Jazz (2002).
Außerdem schrieb Nicholson Kritiken über Jazz und Jazzrock in Musikzeitschriften wie Jazzwise (darunter The 100 Jazz Albums That Shook the World, 2006) und für Tageszeitungen wir The Observer oder The Guardian. Er veröffentlichte Rezensionen und Features in JazzTimes; außerdem führte eine Reihe von Interviews für Websites wie Jazz.com, u. a. mit Manfred Eicher und Nik Bärtsch. Als Visiting Professor in Music Journalism unterrichtete er am Leeds College of Music.

## Schriften
- Ella Fitzgerald: A Biography of the First Lady of Jazz. C. Scribner’s Sons, New York 1993, OCLC 680292435.
- Billie Holiday. Northeastern University Press, Boston 1995, ISBN 1-55553-303-5.
- Jazz: The 1980s Resurgence. New York 1995, ISBN 0-306-80612-6.
- Jazz Rock: A History. Schirmer Books, New York 1998, ISBN 0-02-864679-7. (auch: Canongate Books, Edinburgh, 1998, ISBN 0-86241-817-8)
- Reminiscing in Tempo: A Portrait of Duke Ellington. Northeastern University Press, Boston 1999, ISBN 1-55553-380-9.
- Max Harrison, Charles Fox, Eric Thacker, Stuart Nicholson: The Essential Jazz Records. Volume 2: Modernism to Postmodernism. Continuum International Publishing Group, 2000.
- Is Jazz Dead? Or Has It Moved to a New Address. Routledge, New York 2005, ISBN 0-415-96708-2.
- Jazz: A Beginner's Guide- Oneworld Publication, London 2017, ISBN 978-1-78074-998-3.